# Циема
Циема, или тупохвостый угорь, или тупохвостка (лат. Cyema atrum), — вид морских лучепёрых рыб из семейства циемовых (Cyematidae) отряда угреобразных. Единственный вид в одноимённом роде (Cyema).

## Внешний вид
Рыба длиной от 13 до 15 см. Рыло вытянутое в виде прямого длинного и тонкого клюва. Тело сравнительно высокое и лентовидное, длинное и тонкое, с вытянутой головой. Спинной и анальный плавники симметрично расположены напротив друг друга, начинаются выше или ниже середины тела, постепенно поднимаются к задней части и нависают над хвостовым плавником с вытянутыми кончиками. Хвостовой плавник усечённый, слабо выемчатый, состоит из пяти лучей. Анальное отверстие посредине тела. Окраска тела интенсивно-чёрная.

## Распространение
Обитает во всех океанах на глубинах от 330 до 5100 м. Лептоцефалы пятнистые. Образ жизни неизвестен.